# Acephale (Volk)

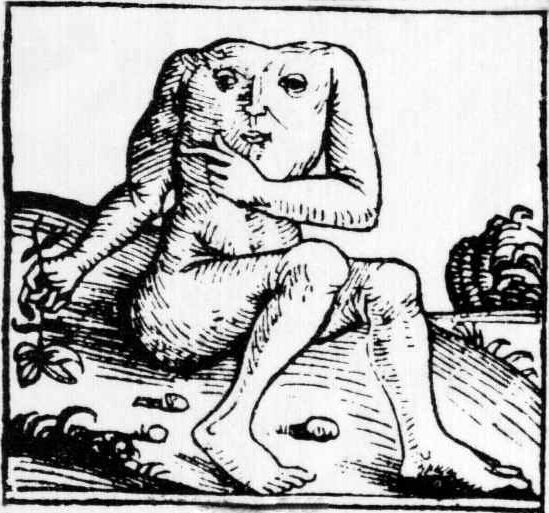
Acephale aus der Weltchronik von Hartmann Schedel. 1493.

Acephale (auch Blemmier) sind ein kopfloses Fabelvolk, das seit der Antike in Literatur und Kunst vorkommt und im Mittelalter sehr populär wurde. Man stellte sich solche monströsen Menschenrassen (auch Wundervölker, lat. monstra) an den Rändern der Ökumene, vor allem in Indien und Afrika, vor.

## Äußeres

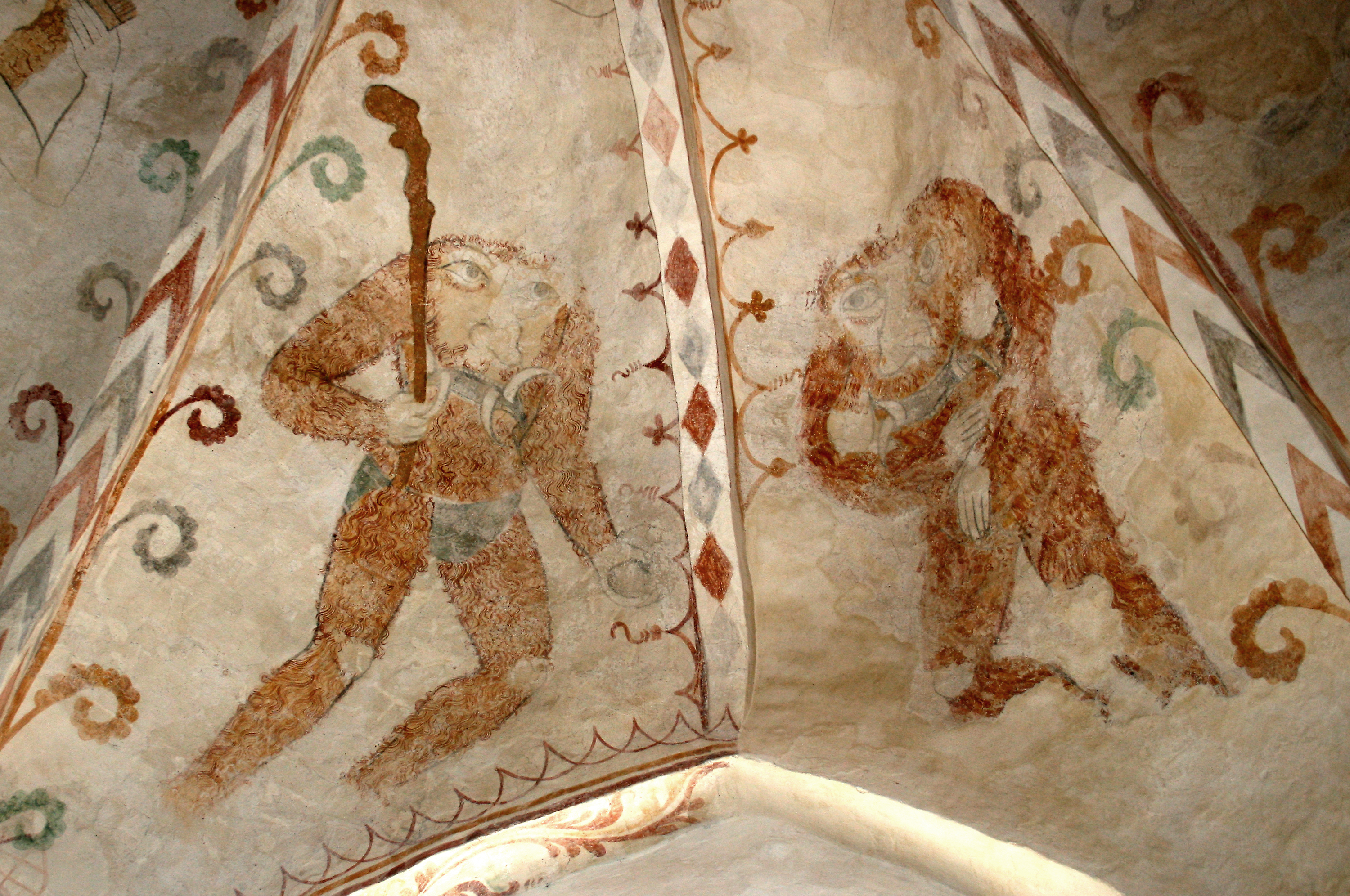
Spätmittelalterliche Acephale aus der Kirche in Dalbyneder. 1511.

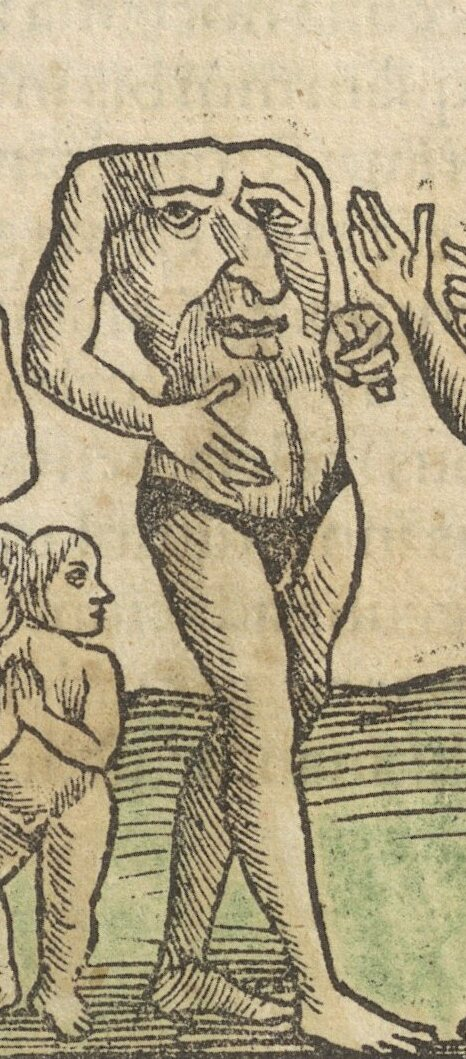
Acephale aus der Cosmographia von Sebastian Münster (1550)

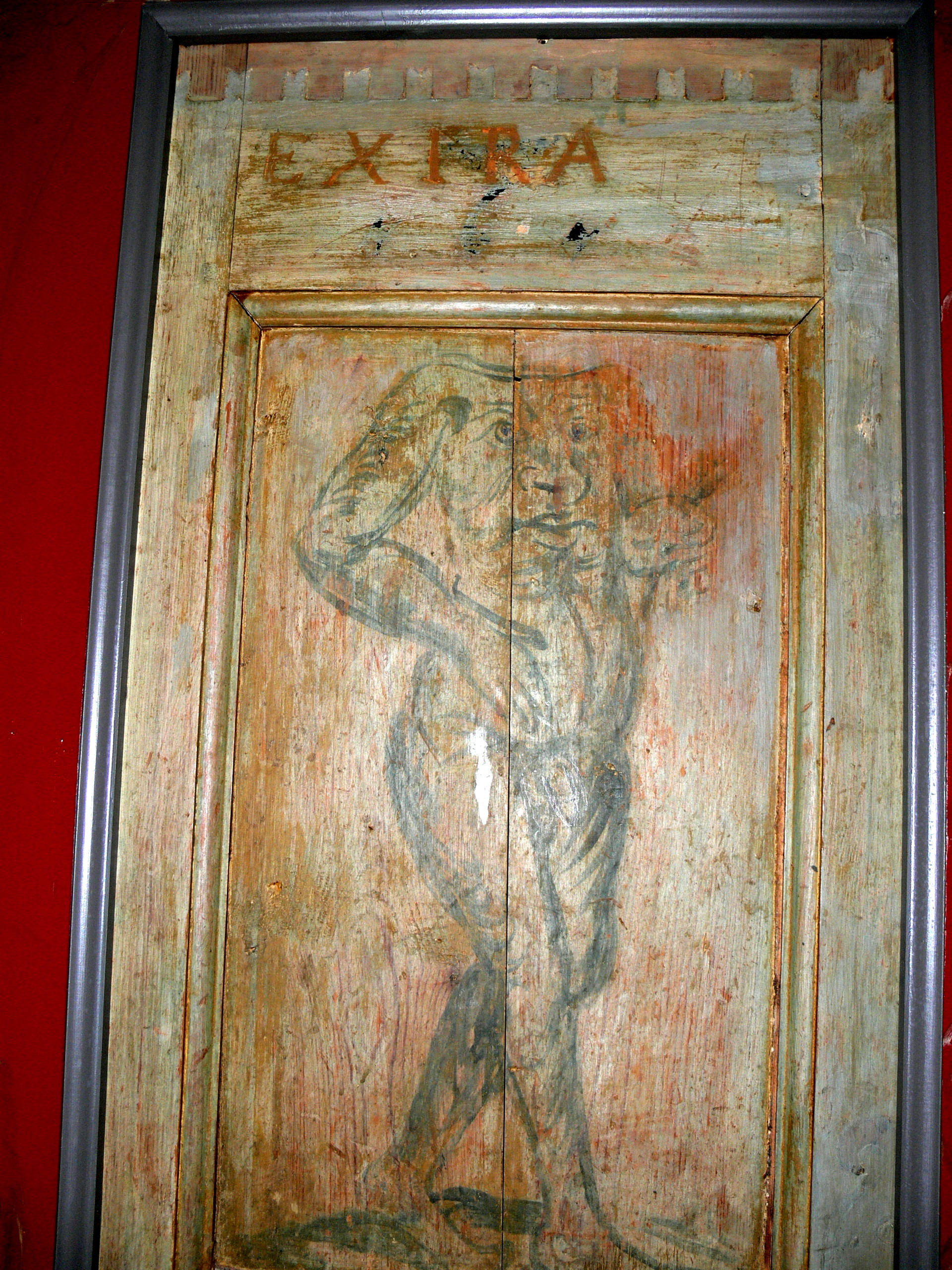
Kirchenschrank von Gothems Kirche (Gotland)

Acephale haben eine menschliche Gestalt, doch sind sie kopflos und tragen ihr Gesicht auf der Brust, bzw. auf den Schultern. Neben unbehaarten Acephalen werden auch solche mit Fell beschrieben und dargestellt. Diese Darstellung kommt vor allem im Spätmittelalter auf. Durch das Fell rücken die Acephalen in die Nähe der wilden Männer, die im späten Mittelalter ebenfalls häufig dargestellt wurden.
Auch bekleidete Acephale kommen, wenn auch sehr selten, vor. Häufig sind Acephale bewaffnet, so tragen sie beispielsweise einen Knüppel, einen Speer oder Schwert und Schild.
In der Kirchenkunst ist nicht immer klar, ob es sich um einen Acephalen handelt. Neben den eigentlichen Kopflosen gibt es Fabelwesen, die oft als Blemmier kategorisiert werden, aber  eigentlich als Kopffüßer zu bezeichnen wären.

### Name
Acephale werden zwar in vielen Texten erwähnt, aber häufig einfach ohne Nennung eines Namens beschrieben.
Wenn sie benannt werden, werden verschiedene Bezeichnungen verwendet. Plinius der Ältere erwähnt Kopflose an zwei Stellen. In Buch V seiner Naturalis historia nennt er kopflose Blemmyas und in Buch VII ein Volk, das er als oculos in umeris bezeichnet. Daneben kommt auch die Bezeichnung epiphagi vor. Eine Unterscheidung in verschiedene Einzelvölker ist zwar möglich, doch anhand der Beschreibungs- und Darstellungspraxis schwierig und wenig sinnvoll. Die Bezeichnung Acephale kann als Überbegriff verwendet werden. In der Sekundärliteratur werden sie auch als Blemmier (Blemmyer, Blemnier etc.) bezeichnet.

### Kultur
Über Kultur und Eigenschaften der Acephalen ist wenig bekannt. Evagrius Scholasticus erwähnt, dass das Volk der blemmyae zwischen der Mitte des 3. und dem 5. Jahrhundert christliche Siedlungen in Nordafrika angegriffen habe. Das passt zur Darstellungsweise als kriegerisches Volk.

## Verbindung zur Realität
Es wird vermutet, dass die Vorstellung von den kopflosen Kriegern auf ein afrikanisches Volk zurückzuführen ist, das körperhohe, bemalte Schilde verwendete, hinter denen Kopf und Körper nicht zu erkennen waren.
Interessant ist der Zusammenhang mit den Blemmyern, einem antiken Nomadenstamm in Nubien.
Daneben wird, wie bei allen sogenannten Wundervölkern aus Antike und Mittelalter, seit der frühen Neuzeit immer wieder der Vergleich mit Fehlbildungen gezogen.

## Acephale in anderen Traditionen
Schon in griechischen Papyri der Spätantike wurden Acephale beschrieben und gezeichnet. Nachdem hier zunächst ein Acephale als Gott und Schöpfer verehrt wurde, wird er später als Dämon Phonos verteufelt. Dieses Motiv hat sich laut Karl Preisendanz aber nicht nennenswert verbreitet. Vielmehr weist er als Vorlage für die späteren Acephalenerzählungen die Verbreitung des Motivs eines kopflosen Widergängers aus, der nach dem Tod ruhelos umherwandelt.
Leopold Kretzenbacher nennt in diesem Zusammenhang die kopflosen Brezoglavci aus der slowenischen Tradition. Sie wurden vielfach als die Seelen der ungetauften Kinder verstanden.

## Deutung in Antike und Mittelalter
Die Acephalen werden zwar häufig genannt, doch nur selten allegorisch gedeutet. Daher konnten sie in starkem Maße umgedeutet werden. Aufgrund dessen können für die Acephalen nur Auslegungsbeispiele genannt werden. Die Auslegung bezieht sich immer auf die prägenden Eigenschaften des jeweiligen Wundervolkes. Bei den Acephalen sind das die Kopflosigkeit und ihre kriegerische Veranlagung. Als gefürchtete Feinde wurden sie in einer Handschrift um 1400 dargestellt.
Interessant in diesem Zusammenhang ist auch das Bild eines urinierenden oder onanierenden Acephalen in Kundby aus dem 16. Jahrhundert. Christoph Daxelmüller sieht die Deutung des Wesens allerdings darin ergründet, dass sie in der mittelalterlichen Kunst „zur Dämonendarstellung schlechthin“ geworden seien.
Die Kopflosigkeit weist häufig auf einen Mangel an geistigen Fähigkeiten hin. In diesem Zusammenhang wird die Bibelstelle Phil. 3, 19  relevant, da die Acephalen als Beispiel für „Personen, die ihrem Bauch das Denken überlassen“ gelten können. Das geht sogar so weit, dass sie in einer spätmittelalterlichen Variante des Liber de monstruosis hominibus mit Anwälten verglichen werden, die ein überhöhtes Honorar fordern, um sich damit die Bäuche zu füllen. Eine völlig andere Deutung nimmt dagegen die Gesta Romanorum vor. Hier gelten die Kopflosen als Sinnbild der Demut.